# Runlatin

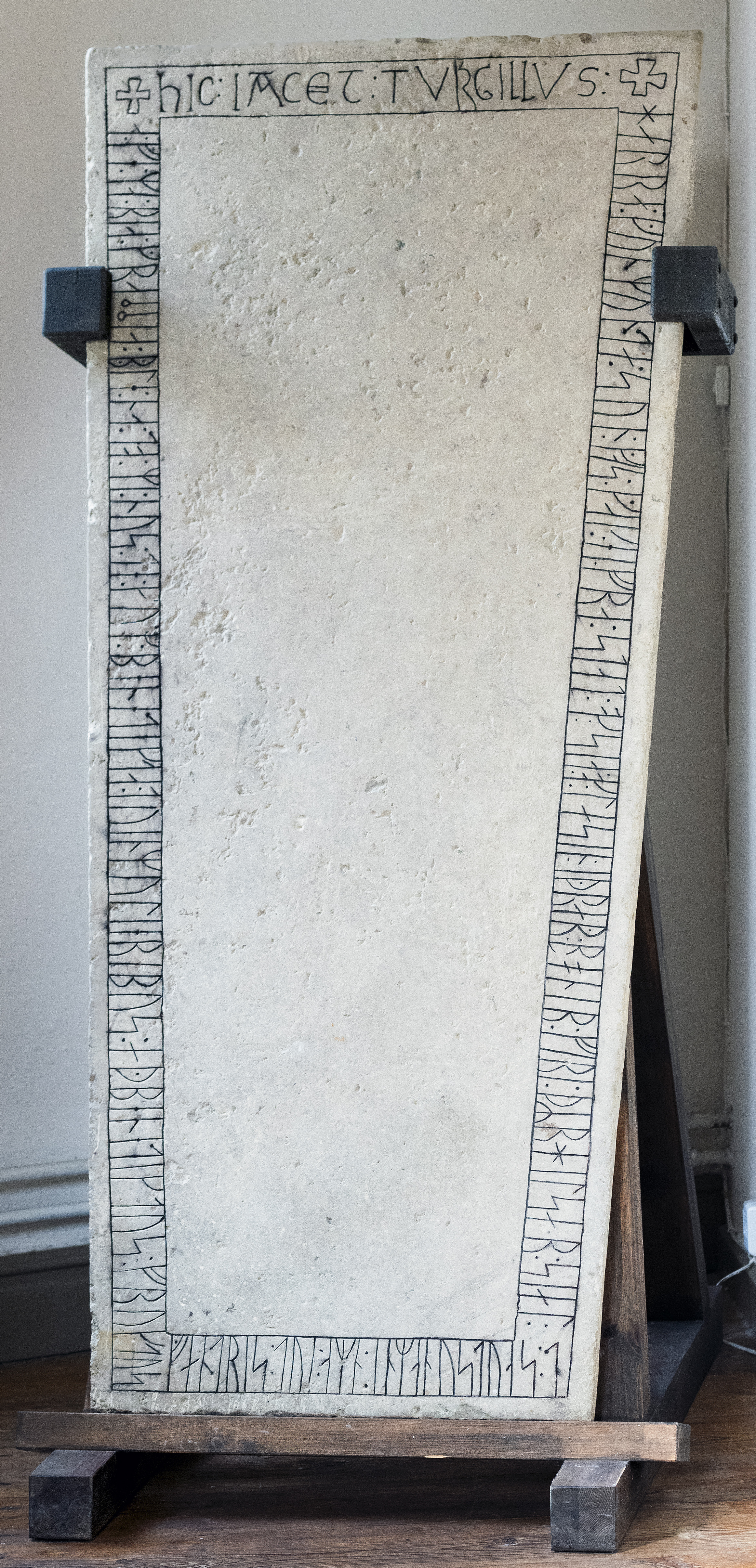
Smålands runinskrifter 145 (Sm 145) i Ukna kyrka, vars undre och vänstra slinga är skriven med runlatin.

Runlatin är en övergripande beteckning på inristningar och texter som innehåller det latinska språket återgivet med runor. Runlatin återfinns på flertalet runinskrifter från medeltiden och vidare.

## Latinska runor
För att kunna translitterera latinsk skrift till runskrift finns flera olika lösningar för att täcka de bokstäver som inte dyker upp naturligt i de nordiska språken: C, Q, X och Z, varvid flera nya runor har skapats för att täcka dessa vid behov.

### C-runa (knäsol)
Bokstaven C i runlatin har historiskt återgivits med olika runtecken byggda kring s-runans varianter [sol] (i unicode: ᛋ, ᛍ, ᛎ) samt stundom med k-runan [kön] (ᚴ).
Under medeltiden får c-runan namnet [knäsol] eller [knäböjd sol] (fornvästnordiska: [knésól]; isländska stundom med c: cnesól), vilket avser den äldre runformen för s-runan med två veck (knäleder): ᛋ, senare även kortkvistvarianter med ett eller två väck i änden: L, ᛎ. Namnet anger här att runan kan avge både /k/- och /s/-ljud likt bokstaven c (knä-sol).
Nedan visas C-runor som nedhängande hakar ur Mariaklagan (ca 1400-tal). Bilden är hopklippt då ursprunglig text har radbrytning mitt i ordet.
|             |
| ᚴᚱᚢᛎᛁᚠᛁᛎᛋᚢᛋ |
| krucificsus |

### Q-runa
Bokstaven Q i runlatin har historiskt återgivitis med k-runan [kön] (ᚴ) eller varianter av denne, exempelvis såsom vändruna (i unicode: ᛩ).
Bokstavens ovanlighet har medgivit inget vedertaget namn för runan. Ett möjligt namn är [kviding] (isländska: [qvidingur]).[källa behövs] Johannes Bureus angav 1599 namnet [qua] som älvdalskt namn för q-runan, då som ett motvänt ᚦ [turs], vilket torde härröra samma namn för Q som på svenska [ku] (jämför engelska: [kue]). Ett annat namn Bureus dokumenterade var kaghvänd för k-runan, vilket skulle kunna vara ett historiskt namn för q-runan då den skrevs som ett bakvänt ᚴ. Robert Talbot (1505?–1558), engelska kungaätten huset Tudors antikvarie, antecknade flera olika namn för runor på 1500-talet, både anglosaxiska och nordiska, varav han anger namnet [quar] (”kvar”?) och [quav] (”kvav”?) för Q-runan.
Grönlands runinskrifter 43 (ca 1300-tal) uppvisar både en Q-runa (ᚴ-vändruna) och Z-runa (ᛍ stungen kortkvist s-runa) men inskriften är kryptisk och därav svårtydd:
|                                                                              |
| ᛫⋮᛫ ᚽᛚᚮᚿ ᛬ ᛅᛚᚱᚽᛩᚿᚢᛘ ᛬ ᚿᚮᚿᚽᛘ :⋮: ᚽᛚᚮᚿ ᚽᛚᛛᛦ ᛬ ᛬ᚦ ᛬ ᛁᛚᚮᚿ ᛬ ᚱ ᛬ ᛅᛒᚱᛍᛆbᛆᚮᛏ ᛬ ᛍᚽᚮᚿ |
| + elon ä͡lreq͡num nonem : elon el?y Ð? ilon R ä͡brzabaot zion                   |

### X-runa (hårdsol)
Bokstaven X i runlatin har historiskt återgivits med olika runtecken. En variant är att stava ut /ks/-ljudet: ᚴᛋ. Mariaklagan (se ovan) använder exempelvis formen ᛎᛋ (cs) i crucifixus (ᚴᚱᚢᛎᛁᚠᛁᛎᛋᚢᛋ, krucificsus). En annan variant har varit att använda h-runan: ᚼ (särskilt i Norge), eftersom den liknar ett X på en huvudstav, samt en variant med stungna bistavar. En tredje variant har varit en variant på s-runan: ᛋ, med en tvärgående bistav (möjligen sting från början) i ena eller båda huvudstavarna: ᛪ.
Under medeltiden får x-runan namnet [hårdsol] (fornvästnordiska: [hárdsól]). Namnet anger här runans ljudvärde /ks/ vilket börjar med ett hårt /k/-ljud som följs av ett /s/-ljud. Johannes Bureus angav 1599 namnet [äcs] som älvdalskt namn för x-runan (okänd utformning), vilket torde härröra samma namn för X som på svenska [äks].

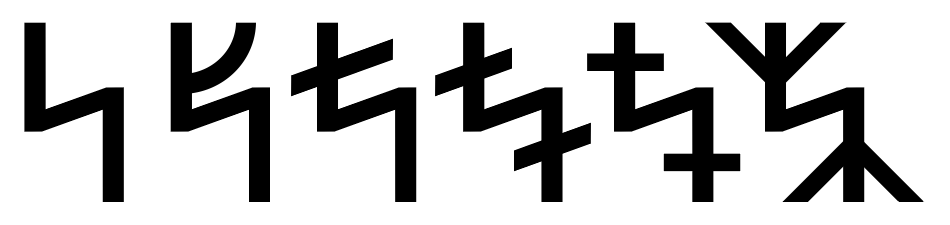
Östnordisk hårdsol-varianter, i ordning från vänster: 1. – vanlig sol (ᛋ) = /s/, 2. – hypotetisk sol͡kön-bindruna (ᛋᚴ) = /ks/, 3. – enkelstungen hårdsol, 4. – dubbelstungen hårdsol (träsnitt), 6. – dubbelstungen hårdsol (unicode: ᛪ), 6. – isländsk tidigmodern hårdsol.
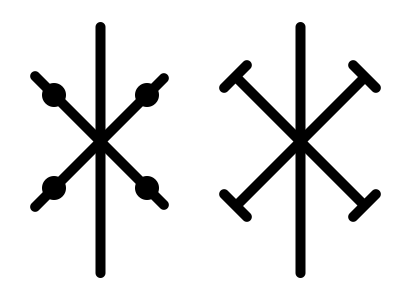
Norsk hårdsol-variant: stungen h-runa ᚼ.

### Z-runa (lensol)
Bokstaven Z i runlatin har historiskt återgivits med olika runtecken byggda kring s-runans varianter [sol] (i unicode: ᛋ, ᛍ, ᛎ). En tidig variant använder en stungen kortkvist s-runa (ᛍ). Denna variant kom vidare att modifieras till en nedvänd pil eller nedvänd t-runa (ᛎ). En annan använder en manglad s-runa som kan efterliknas vid ett feniciskt s (𐤍), även motvänd. Dessa kan i Unicode symboliseras av ᖼ (U+15BC Canadian Syllabics Blackfoot Ke), ᖿ (U+15BF Canadian Syllabics Blackfoot Ka), 𐤫 (U+1092B Lydian Letter N).
Under medeltiden får z-runan namnet [lensol] (fornvästnordiska: [linsól]). Namnet avses här beskriva runans ljudvärde /z/, då som ett ”lent” /s/-ljud.
De latinska runorna standardiserades aldrig ordentligt och varierar. På Norges runinskrifter 547 (N 547) från 1300-talet återges Z med det östnordiska dubbelstungna ᛋ:et, ᛪ som annars utgör X (hårdsol).

## Norska latinska runalfabetet
Nedan ges ett exempel ur manuskriptet ”BL Cotton MS Domitian A IX” på ett norskt runalfabet som bara täcker latinska bokstäver och utelämnar inhemska stavelser, såsom ᚦ [þurs].
|                                                |
| ᛆ.ᛒ.ᛋ.ᛑ.ᚽ.ᚠ.ᚵ.ᚼ.ᛁ.ᚴ.ᛚ.ᛘ.ᚾ.ᚮ.ᛔ.ᚴ.ᚱ.ᛍ.ᛐ.ᚢ.ᚼ.ᛦ.𐤍. |
| A.B.C.D.E.F.G.H.I.K.L.M.N.O.P.Q.R.S.T.U.X.Y.Z. |

## Vidare information
- Jackson Crawford – Runic Latin (with Prof. Alessandro Palumbo)
- Andreas Fischnaller – Sources of the First Printed Scandinavian Runes